# Anette Senneby
Anette Catharina Elizabeth Senneby, född 4 juli 1951 i Göteborg, är en svensk konstnär.
Senneby studerade vid Kungliga Konsthögskolan i Stockholm 1980–1985. Hon höll separatutställning på Galerie Aronowitsch 1986 och har deltagit i samlingsutställningar i Sverige, Norge, Danmark, Finland, Tyskland, Österrike och USA. Hon var PSI-stipendiat i New York 1986–1987 samt tilldelades Beckers konstnärsstipendium 1989 och Ester Lindahls stipendium 1990. Hon invaldes som ledamot av Kungliga Akademien för de fria konsterna 2002.